# روجر إتش براون
روجر إتش براون (بالإنجليزية: Roger H. Brown)‏ هو رائد أعمال أمريكي، ولد في 1956.